# Espaces de Virchow-Robin

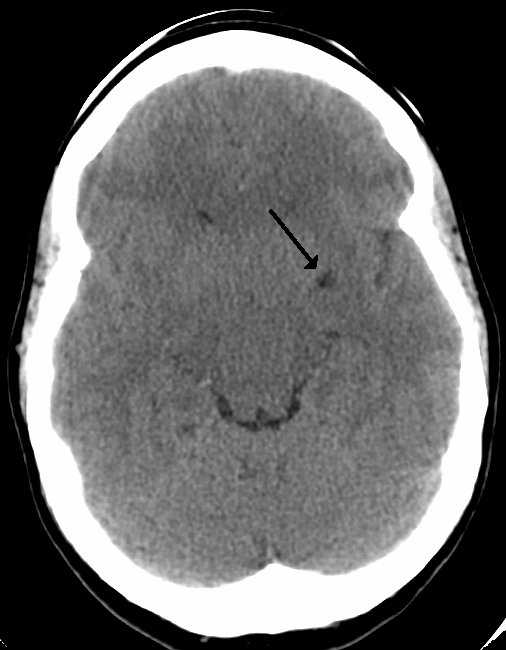
Espace LCR de Virchow-Robin en 2010.

Les espaces de Virchow-Robin, encore appelés espaces périvasculaires, doivent leur nom à Rudolf Virchow et Charles Philippe Robin. Ce sont des espaces, souvent uniquement virtuels, qui entourent les vaisseaux sanguins pendant une courte distance alors qu'ils entrent dans le cerveau. Ces espaces se trouvent donc entre d'une part la paroi des vaisseaux et d'autre part l'intima pia qui est la couche avasculaire de la pie-mère. Ils forment des sortes de gaines, sous arachnoïdienne et sous piale, entourant les artérioles pénétrant dans le cortex, et remplies de LCR.